# Янтра (река)
Янтра (болг. Янтра, лат. Iatus) — река в северной Болгарии, правый приток Дуная. Длина — 285 км, площадь водосборного бассейна — 7862 км².
Янтра имеет 30 притоков длиной более 10 км. Крупнейшие из них:
- Росица, длина — 164 км, площадь бассейна 2265 км;
- Стара река (Лефеджа), длина — 92 км, площадь бассейна 2424 км;
- Джулюница, длина — 85 км, площадь бассейна 892 км[1].

На Янтре расположены города Габрово, Велико-Тырново, Горна-Оряховица, Полски-Трымбеш и Бяла.